# Fles van Mariotte

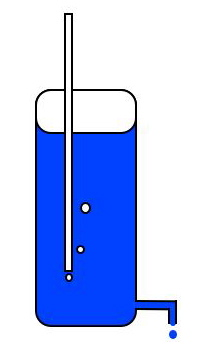
Fles van Mariotte.

De fles van Mariotte is een glazen vaatje waaruit met constante snelheid vloeistof stroomt. Het vaatje of fles is boven hermetisch afgesloten met een stop waardoor een pijpje voor luchttoevoer gaat en dat onder in de vloeistof eindigt. Dit pijpje zorgt dat in de vloeistof waar het pijpje eindigt de druk atmosferisch is.
Op het moment dat het kraantje onder aan het vat wordt geopend en gasbellen onderaan het pijpje verschijnen, stroomt de vloeistof met constante snelheid uit de fles.
De fles werd vroeger gebruikt in laboratoria, maar wordt vandaag de dag door elektronische doseringsunits vervangen, omdat die nauwkeuriger instelbaar en betrouwbaarder zijn. Het nadeel van de fles van Mariotte is namelijk dat zij niet kan worden bijgevuld tijdens gebruik, omdat dan de lage druk (eigenlijk de verzadigingsdruk van de vloeistof, die beneden 1 atmosfeer moet liggen) boven de vloeistof wegvalt. Tevens moet de afdichting van de fles zeer goed zijn; een luchtinlek bij de stop, waardoor het luchtpijpje steekt, leidt tot disfunctioneren van het systeem. De vloeistofstroom zal dan groter zijn.
De naamgeving voor de constructie verwijst naar de Franse wetenschapper Edme Mariotte. In Oeuvres staat een afbeelding gelijk aan de hier getoonde fles, echter zonder afvoerkraantje. De afbeelding van Mariotte van zijn postume werk toont een fles met een rietje ondergedompeld in kwik. De fles stond onder een stolp, waardoor hij de druk buiten de fles kon verlagen. Hiermee toonde hij aan dat het kwikniveau in de fles daalde met de druk.